# The Southerner
The Southerner és una pel·lícula estatunidenca dirigida per Jean Renoir, estrenada el 1945.

## Argument[1]
Sam i Nona Tucker no volen ser més jornalers agrícoles. Després de la collita de tardor, decideixen cultivar el seu propi camp de cotó.
Amb Daisy i Jot, els seus fills, i l'àvia, s'instal·len en una terra concedida pel seu patró, on els esperen totes les desil·lusions…

## Repartiment
- Zachary Scott: Sam Tucker
- Betty Field: Nona Tucker
- J. Carrol Naish: Henry Devers
- Beulah Bondi: Àvia
- Percy Kilbride: Harmie Jenkins
- Blanche Yurka: Maman
- Charles Kemper: Tim
- Norman Lloyd: Finley Hewitt
- Estelle Taylor: Lizzie
- Noreen Nash: Becky
- Jack Norworth: El Doctor
- Paul Harvey: Ruston
- Nestor Paiva: El barman
- Paul Burns: Oncle Pete
- Jean Vanderwilt: Daisy Tucker
- Jay Gilpin: Jottie Tucker
- Dorothy Granger:
- Earl Hodgkins: un convidat al casament
- Almira Sessions: una clienta del magatzem

## Premis i nominacions

### Premis
- 1946: Premi a la millor pel·lícula al Festival de Venècia

### Nominacions
- 1946: Oscar al millor director per Jean Renoir
- 1946: Oscar a la millor banda sonora per Jack Whitney
- 1946: Oscar al millor so per Werner Janssen